# Spirorbis incurvatus
Spirorbis incurvatus är en ringmaskart som beskrevs av Turton 1802. Spirorbis incurvatus ingår i släktet Spirorbis och familjen Serpulidae. Inga underarter finns listade i Catalogue of Life.